# 헤르만 바르가스 예라스

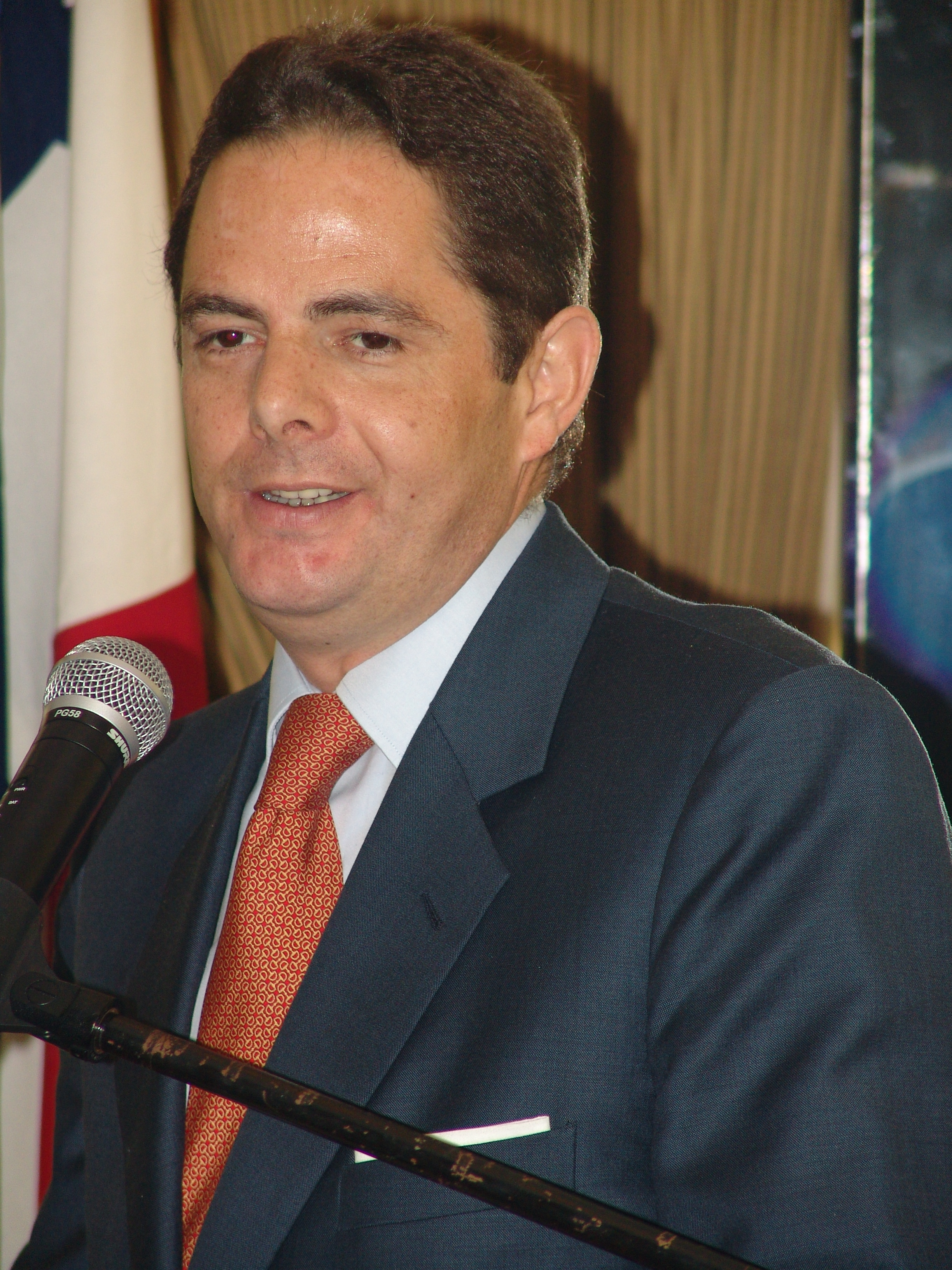
예라스(2004년)

헤르만 바르가스 예라스(스페인어: Germán Vargas Lleras, 1962년 2월 19일~)는 콜롬비아의 정치인이다.
델 로사리오 대학교의 동문이다. 일찍이 80년대부터 신자유주의에 관심을 갖고, 1989년부터 농무부에서 일하기 시작했다. 자유당에 입당해 상원의원을 지냈으나, 2002년 대선때 탈당했다. 당시 자유당의 대통령 후보였던 오라시오 세르파를 지지하지 않는 대신 자신처럼 탈당파인 알바로 우리베를 지지했다. 이후에는 우리베와 궤를 같이하였고, 우리베파인 후안 마누엘 산토스가 국민통합사회당을 창당한 뒤로는 이들과도 행보를 같이하였으나 참여하지는 않았다.
2010년 처음으로 대선에 도전했지만 10%가량의 득표율로 1차에서 탈락했다. 2014년에는 대통령으로 도전하지 않는 대신 산토스와 연대했으며, 덕분에 산토스 정권 2기의 부통령을 지냈다. 2017년 차기 대선에 출마하고자 부통령직을 사임했고, 부통령직은 오스카르 나란호로 교체되었다.
2017년 메호르 바르가스 예라스라는 신당을 창당했고, 2018년 이당의 대선후보로 선출되었다. 여당인 국민통합사회당이 후보를 안내는 대신 예라스를 지지하면서, 사실상 여당후보로 활동중이다. 처음에는 가능성이 있었으나, 3월부터 민주중도의 이반 두케와 진보운동의 구스타보 페트로에 밀려 지지율이 급락하고 있으며 결선진출 가능성은 0%에 가깝다. 범여권도 자유당의 움베르토 데 라 카예가 독자출마하는등 분열된 상태이고, 지지자들도 페트로나 두케 둘 중 하나로 몰리는듯하다.
전직 대통령인 카를로스 예라스 레스트레포의 외손자이다.

## 역대 선거 결과
| 선거명      | 직책명            | 대수 | 정당                   | 1차 득표율 | 1차 득표수  | 2차 득표율 | 2차 득표수  | 결과 | 당락                 |
| ----------- | ----------------- | ---- | ---------------------- | ---------- | ----------- | ---------- | ----------- | ---- | -------------------- |
| 2010년 선거 | 콜롬비아의 대통령 | 32대 | 철저한 변화            | 10.11%     | 1,473,627표 |            |             | 3위  | 낙선                 |
| 2014년 선거 | 콜롬비아의 부통령 | 10대 | 철저한 변화            | 25.72%     | 3,310,794표 | 50.95%     | 7,839,342표 | 1위  | 콜롬비아 부통령 당선 |
| 2018년 선거 | 콜롬비아의 대통령 | 33대 | 메호르 바르가스 예라스 | 7.30%      | 1,412,392표 |            |             | 4위  | 낙선                 |